# (38184) 1999 KF
1999 KF (asteroide 38184) é um asteroide da cintura principal. Possui uma excentricidade de 0.23445010 e uma inclinação de 1.77656º.
Este asteroide foi descoberto no dia 16 de maio de 1999 por Spacewatch em Kitt Peak.